# Mickaël Poté
Mickaël Poté (ur. 24 września 1984 w Lyonie) – beniński piłkarz grający na pozycji napastnika.

## Kariera klubowa
Poté urodził się we Francji, w rodzinie pochodzenia benińskiego. Karierę piłkarską rozpoczął w klubie Grenoble Foot 38. W latach 2003–2004 rozegrał w nim 3 mecze w drugiej lidze francuskiej, a następnie odszedł do trzecioligowego AS Cannes. Zawodnikiem tego klubu był przez trzy sezony.
W 2007 roku Poté wrócił do drugiej ligi Francji, gdy podpisał kontrakt z tamtejszym klubem Clermont Foot. W jego barwach zadebiutował 27 lipca 2007 w zremisowanym 0:0 domowym meczu z LB Châteauroux. W Clermont Foot grał przez 2 lata.
W 2009 roku Poté został piłkarzem OGC Nice, grającego w Ligue 1. W pierwszej lidze francuskiej zadebiutował 29 sierpnia 2009 w spotkaniu z Montpellier HSC, przegranym 0:3. 23 grudnia 2009 w meczu z US Boulogne (2:2) zdobył swoje pierwsze dwa gole w Ligue 1.
W latach 2011–2014 grał w Dynamie Drezno. Latem 2014 przeszedł do klubu Omonia Nikozja, a w 2015 do klubu Adana Demirspor. Od lipca 2017 był zawodnikiem cypryjskiego zespołu APOEL FC. Po sezonie 2017/2018 wrócił do Adany Demirspor.
| Sezon   | Klub             | Kraj    | Rozgrywki                 | Mecze | Bramki | Rozgrywki Europy                    | Mecze | Bramki |
| ------- | ---------------- | ------- | ------------------------- | ----- | ------ | ----------------------------------- | ----- | ------ |
| 2003/04 | Grenoble Foot 38 | Francja | Ligue 2                   | 3     | 0      | –                                   | –     | –      |
| 2004/05 | AS Cannes        | Francja | National                  | 10    | 0      | –                                   | –     | –      |
| 2005/06 | AS Cannes        | Francja | National                  | 9     | 0      | –                                   | –     | –      |
| 2006/07 | AS Cannes        | Francja | National                  | 32    | 9      | –                                   | –     | –      |
| 2007/08 | Clermont Foot    | Francja | Ligue 2                   | 36    | 5      | –                                   | –     | –      |
| 2008/09 | Clermont Foot    | Francja | Ligue 2                   | 32    | 7      | –                                   | –     | –      |
| 2009/10 | OGC Nice         | Francja | Ligue 1                   | 12    | 2      | –                                   | –     | –      |
| 2010/11 | OGC Nice         | Francja | Ligue 1                   | 8     | 0      | –                                   | –     | –      |
| 2010/11 | Le Mans FC       | Francja | Ligue 2                   | 19    | 3      | –                                   | –     | –      |
| 2011/12 | OGC Nice         | Francja | Ligue 1                   | 1     | 0      | –                                   | –     | –      |
| 2011/12 | Dynamo Drezno    | Niemcy  | 2. Bundesliga             | 27    | 12     | –                                   | –     | –      |
| 2012/13 | Dynamo Drezno    | Niemcy  | 2. Bundesliga             | 25    | 6      | –                                   | –     | –      |
| 2013/14 | Dynamo Drezno    | Niemcy  | 2. Bundesliga             | 31    | 3      | –                                   | –     | –      |
| 2014/15 | Omonia Nikozja   | Cypr    | Protathlima A’ Kategorias | 29    | 17     | Liga Europy UEFA                    | 2     | 0      |
| 2015/16 | Adana Demirspor  | Turcja  | 1. Lig                    | 36    | 23     | –                                   | –     | –      |
| 2016/17 | Adana Demirspor  | Turcja  | 1. Lig                    | 32    | 24     | –                                   | –     | –      |
| 2017/18 | APOEL FC         | Cypr    | Protathlima A’ Kategorias | 29    | 11     | Liga Mistrzów UEFA                  | 7     | 2      |
| 2018/19 | APOEL FC         | Cypr    | Protathlima A’ Kategorias | 0     | 0      | Liga Mistrzów UEFA Liga Europy UEFA | 2 1   | 1 0    |
| 2018/19 | Adana Demirspor  | Turcja  | 1. Lig                    |       |        | –                                   | –     | –      |

## Kariera reprezentacyjna
W reprezentacji Beninu Poté zadebiutował 7 września 2008 roku w wygranym 3:2 spotkaniu eliminacji do Mistrzostw Świata w RPA z Angolą. W 2010 roku w Pucharze Narodów Afryki 2010 zagrał we 2 meczach: z Mozambikiem (2:2) i Egiptem (0:2).